# Панков, Сергей Иванович
Серге́й Ива́нович Панко́в (6 сентября 1907, Надеждино, Тамбовская губерния — 18 февраля 1960, Москва) — советский военный политработник, генерал-лейтенант (1959).

## Биография

### Юность
Панков Сергей Иванович родился 6 сентября 1907 году в деревне Надеждино (ныне — Рассказовского района Тамбовской области). Являлся старшим из семьи крестьян-бедняков, в хозяйстве была всего лишь одна корова, семья жила почти на самом краю деревни. Так, как семья была большая и её жизнь тяжёлая он рано ушёл на заработки. С 12 лет он поступил на Арженскую суконную фабрику (впоследствии фабрику имени «Красной Армии») в городе Рассказове. Здесь он, в возрасте 13 лет вступил в комсомол, его отец всячески отговаривал его от этого и впоследствии даже пару раз выгонял из дома. Но, при помощи А. Е. Рысцовой этот конфликт был улажен.

### Гражданская война
Во время продразвёрстки Сергей, как секретарь своей комсомольской ячейки вместе с его товарищами помогали продотрядам искать спрятанный отказывающимся сдавать местными жителями хлеб. Он отлично знал своих односельчан и предполагал у кого мог быть хлеб. Весь этот хлеб грузился на ж/д станцию.
Во время Тамбовского восстания в 1920 году находился рядовым "части особого назначения в составе 12-й коммунистической роты 4-го Тамбовского батальона ЧО", во время боёв он оставил свою деревню и перебрался в Рассказово. Участвовал в задержаниях лиц причастных к восстанию. Позже, рота вместе с другими защитниками сдалась повстанцам вместе с оружием в Рассказово. Но, вскоре красных после проведения митинга-лекции отпустили через пару дней, дав пропуск и взяв расписку не служить красным. Дальнейшее место службы, как рядовой-разведчик в армейском артиллерийском дивизионе Заволжского военного округа, где и находился до окончания Гражданской войны.

### Межвоенный период
После окончания Гражданской войны был демобилизован и вернулся в Надёжку, где жил с отцом и занимался сельским хозяйством. В 1923 году Сергей переехал в Рассказово. С марта 1923 года по декабрь 1929 года снова работал на Арженской фабрике. Работал в качестве ученика ткача, ткачом, затем старшим сновальщиком. Здесь, в возрасте 18 лет он вступил в РКП(б). Далее он был выдвинут на кандидатуру секретаря районного комсомола Мучкапского района, далее в Новочеркасске и Ростове-на-Дону. Затем возвратился в Рассказово.
В 1929 году был второй раз был призван в армию курсантом полковой школы 67 кавалерийского полка 12 кавалерийской дивизии Северо-Кавказского военного округа, но через год был демобилизован по состоянию здоровья. Далее с 1930 по 1933 года работал секретарём районного комитета комсомола.
Третий и окончательный раз призывался 20 сентября 1933 года, с этого момента он окончательно был связан с вооружёнными силами. Он окончил курсы комиссаров и инструкторов пропаганды при Военно-политической академии им. Ленина, затем служил во многих частях и соединениях. В начале 1941 г. Сергей Иванович был слушателем курсов усовершенствования высшего командного и политического состава при академии им. Фрунзе в Москве.

### Великая Отечественная война
Во время Великой Отечественной войны являлся членом военных советов. В 1941—1942 на Ленинградском фронте был начальником политотдела 8-й армии с 15.08.1942 по 23.12.1943 в 11-й армии. Её части и соединения освобождали города Брянск, Почеп, Карачёв. С 22 декабря 1943 — 10 февраля 1944 в 63-й армии 1-го Белорусского фронта. Март 1944 — до конца войны 19-й армии, которая принимала участие в разгроме вражеских войск в Померании. Участвовал в Орловской наступательной операции, Курской дуге, Белорусской Наступательной Операции, Берлинской Наступательной операции и в прочих операциях. Был награждён рядами орденов, такие, как: Орденом Кутузова II степени, Орден Ленина, Медаль за боевые заслуги и другие, в том числе и иностранные.

### После войны
В Послевоенные годы Сергей Иванович был членом ЦК Компартии Армении (1950—1953), депутатом и членом Президиума Верховного совета Армянской ССР, а также кандидатом в члены ЦК Компартии Белоруссии. 21 августа 1953 года от Президиума СССР был награждён Орденом Красной Звезды. В 1954 году окончил Высшую военную академию Ворошилова и снова стал членом Военного совета Северо-Кавказского военного округа. Его последняя занимаемая должность первый заместитель начальника политического управления — члена Военного совета советской группы войск в Германии.
В Рассказово оставались жить его мать и брат Николай. В 1947 и в 1954 годах он возвращался туда. Его старый знакомый С. Телепин вспоминает это так: «Тогда вместе с ним собирались друзья молодости и до утра вспоминали былое».
Последние два года своей жизни Сергей тяжело болел, но продолжал работать. Умер скоропостижно 18 февраля 1960 года в Москве. Похоронен в Новодевьичем кладбище (8 участок, 2 ряд, 4 место), на его могиле каждое лето цвели его любимые цветы — пионы и розы.

Могила Панкова на Новодевичьем кладбище Москвы.

## Семья
Жена — Панкова Зоя Владимировна (1913—1984).

## Воинские звания
- 1942-01-06. Бригадный Комиссар.
- 1942-12-06. Генерал-Майор.
- 1959-05-25. Генерал-Лейтенант.

## Награды
СССР:
- Орден Кутузова II степени (18.09.1943);
- Два Ордена Красного Знамени (11.1944, 21.08.1953);
- Два Ордена Ленина(10.04.1945 29.05.1945, 06.11.1947);
- Орден Суворова II степени (29.05.1945);
- Орден Красной Звезды (06.11.1947).

Медали в том числе:
- «XX лет Рабоче-Крестьянской Красной Армии» (1938);
- Медаль «За оборону Ленинграда» (22.12.1942);
- Медаль «За боевые заслуги» (03.11.1944);
- Медаль «За оборону Советского Заполярья» (25.12.1944);
- Медаль «За победу над Германией в Великой Отечественной войне 1941—1945 гг.» (09.05.1945);
- Медаль «30 лет Советской Армии и Флота» (1948);
- Медаль «40 лет Вооружённых Сил СССР» (1958).

Других государств:
 ПНР:
- Медаль «За Одру, Нису и Балтику» (06.04.1946);
- Орден «Virtuti militari» IV класс — Золотой крест (06.04.1946);
- Медаль «Победы и Свободы» (09.05.1946).

## Служба
1. 1939-08-23-1941-07-29 начальник политического отдела 194-й стрелковой дивизии 12.08.41-21.06.42: начальник политического отдела 8-й армии.
2. 1942-06-21-1942-08-15 член Военного совета 8-й армии.
3. 1942-08-15-1943-12-22 член Военного совета 11-й армии.
4. 1943-12-29 — 1944-02-18 член Военного Совета 63-й армии.
5. 1944-03-18-1945-07-09 член Военного совета 19-й армии.
6. 1958-1959- первый заместитель начальника политического управления — члена военного совета Советской группы войск в Германии[7].

## В литературе
Панков — один из героев сочинения «В Ополчении», посвященного бойцам, командирам и политработникам, самоотверженно оборонявшим Ленинград, написанное драматургом Дмитрием Щегловым, который вместе работал в политотделе армии вместе с Сергеем Ивановичем. Он так описывает его:
«Вскоре подошёл стремительный и быстроглазый полковой комиссар Панков. Его чёрные блестящие глаза с интересом остановились на собеседнике, и в них сквозили энергия, нетерпеливость и неугомонность…»
Генерал армии И. И. Федюнинский в книге «Поднятые по тревоге» также упоминает о Панкове. Он советовался с ним и они часто выезжали вместе на передовые позиции.

Его сослуживец Телепин в своих воспоминаниях пишет:
«Сергей хлопотал по хозяйству, я ему кое чем помогал. И приглядывался к Панкову, парень мне нравился. Невысокого роста, крепкий, с обветренным лицом и мозолистыми руками. Черные густые брови сходились на переносице, голос звонкий и решительный»
. А также упоминается в таких романах, как: Невская Дубровка (И. Ф. Курчатов) и Ораниенбаумский плацдарм.

## Память
- Имя Панкова Сергея Ивановича увековечено на памятнике воинам Великой Отечественной войны 1941—1945 гг., уроженцам с. Пичер и д. Надеждино, расположенном в Пичере.
- В Пичерском филиале МБОУ Платоновской СОШ в «Уголке Памяти» размещена военно-историческая информация о генерал-майоре Панкове Сергее Ивановича[9].
- В память о земляках — героях, уроженцев Пичерского сельсовета Рассказовского района проводятся патриотические мероприятия, приуроченные к Дням воинской славы России.

### Сноски
1. ↑  ПАНКОВ Сергей Иванович(1907-1960). Информационный сайт 2 (15 мая 2016). Дата обращения: 24 августа 2020.
2. ↑  Л. Г. Дьячков. Солдаты Победы / Подгот. Л. Г. Дьячков, Л. Н. Логинов. — Тамбов: Тамб. гос. ун-т им. Г. Р. Державина, Тамб. обл., 1995. — С. 260—264. — 449 с. Архивировано 18 января 2022 года.
3. ↑  Солдаты победы. — Тамбовский гос. университет, 1995. — 464 с. — ISBN 978-5-86609-022-8. Архивировано 8 января 2022 года.
4. ↑  forum.rasskazovo.ru :: Просмотр темы - Воспоминания Телепина - 1980 г. forum.rasskazovo.ru. Дата обращения: 23 августа 2020. Архивировано 30 июня 2020 года.
5. ↑  Панков Сергей Иванович :: Память народа. pamyat-naroda.ru. Дата обращения: 23 августа 2020.
6. ↑  8 участок по рядам. novodevichiynecropol.narod.ru. Дата обращения: 24 августа 2020. Архивировано 30 августа 2017 года.
7. ↑  Biography of Lieutenant-General Sergei Ivanovich Pankov - (Сергей Иванович Панков) (1907 – 1960), Soviet Union. generals.dk. Дата обращения: 23 августа 2020. Архивировано 21 февраля 2020 года.
8. ↑  Dmitriĭ Alekseevich Shcheglov. В ополчении. — Voen. izd-vo, 1960. — 306 с. Архивировано 8 января 2022 года.
9. ↑  Сообщение от зам. главы Администрации Рассказовского района, Е.В Косаревой, от 7.10.21г.